# Capanemia micromera
Capanemia micromera es una especie de orquídea epifita de pequeño tamaño del género Capanemia, originaria del centro-este de Sudamérica.

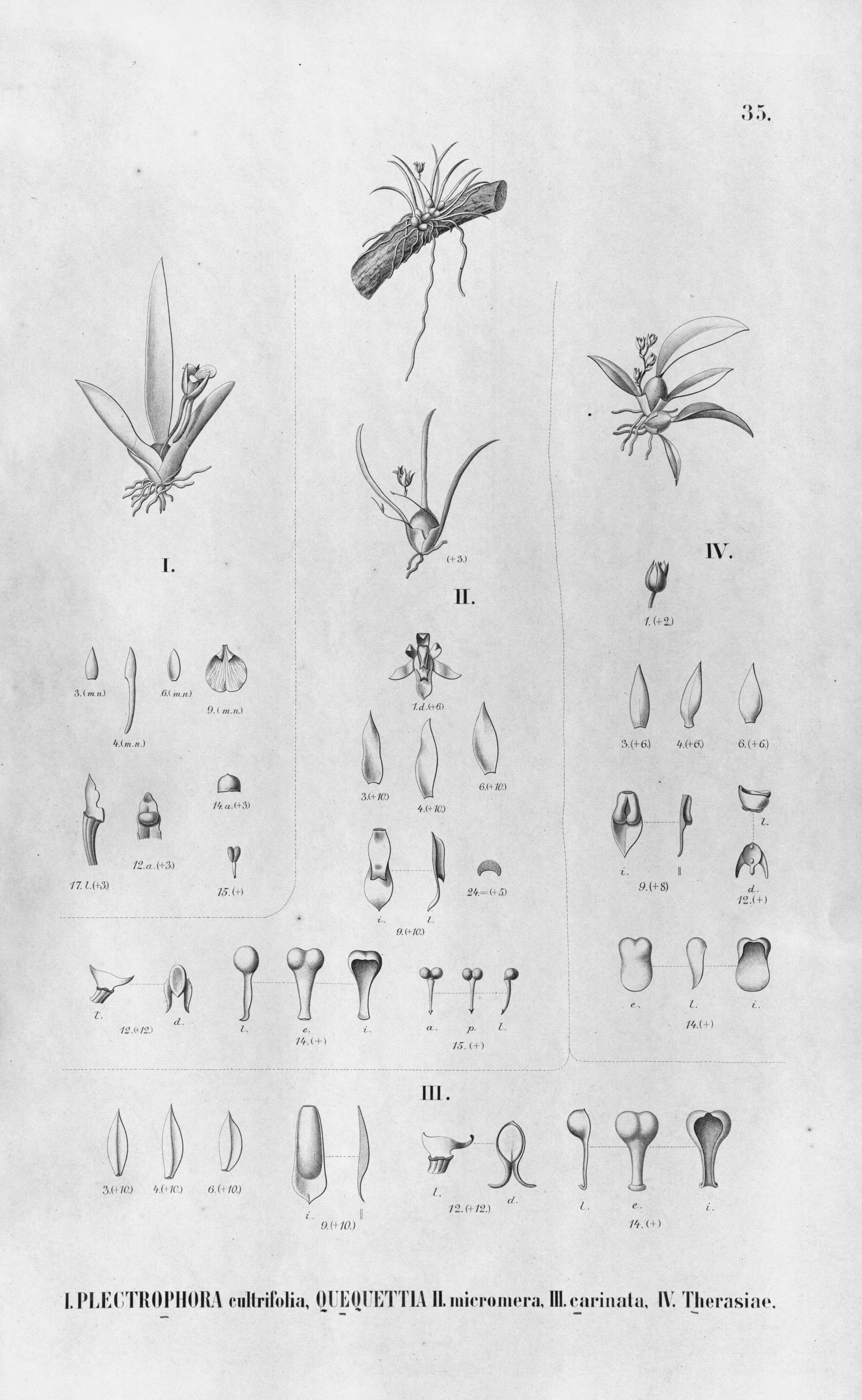
Ilustración n.º II

## Descripción
Capanemia micromera presenta pequeñas plantas, de breve rizoma con pseudobulbo oval, de base recortada por vainas, teniendo una sola hoja plana, terete, acicular, rígida, de mínimo tamaño, fisurada en el lado superior, con un largo máximo de 35 mm. La inflorescencia es un pequeño racimo, siempre más corto que las hojas, con flores pequeñas que aparecen simultáneas, de color blanco y amarillo.
Sépalos y pétalos libres; alas extendidas hacia el sésil labelo, el cual posee la base callosa, una forma oblonga y el extremo es agudo al igual que el rostelo. La breve columna cuenta con 2 polinias subesféricas.
Su aspecto se correlaciona al microhábitat donde vegeta. Si lo hace a plena exposición solar muestra un porte compacto, con hojas rígidas de color verde claro con tonalidades violáceas; si en cambio vive a la sombra su porte es laxo y con hojas de color verde oscuro.

## Distribución y hábitat
Capanemia micromera habita de forma epifita, preferentemente sobre ramas delgadas de arbustos y árboles de las selvas del centro y centro-este de América del Sur.
Esta especie se distribuye en los estados del sudeste y sur del Brasil: desde Minas Gerais y Río de Janeiro, pasando por São Paulo y Paraná, hasta Santa Catarina y Río Grande del Sur.
En el nordeste de la Argentina habita en el extremo norte de la mesopotamia, en selvas de la provincia de Misiones. También se encuentra en el noroeste, en las yungas de Salta.
Presenta poblaciones en el este del Paraguay y parte de Bolivia.
Finalmente, en el Uruguay fue herborizada en los departamentos de Cerro Largo, Rivera, Rocha, Tacuarembó y Treinta y Tres. Habita tanto en selvas marginales como en arboledas exóticas de sus proximidades, así como en palmerales.

## Taxonomía
Esta especie fue descrita originalmente en el año 1877 por el profesor, naturalista, entomólogo y botánico brasileño João Barbosa Rodrigues y publicado en Genera et Species Orchidearum Novarum 1: 138. 1877. C. micromera es la especie tipo del género Capanemia, el cual está morfológicamente relacionado al género Quekettia.
Etimología
Capanemia: nombre genérico otorgado en homenaje al Barón de Capanema.
micromera: epíteto latíno que significa "que tiene compartimentos pequeños"
Sinonimia
- Quekettia micromera (Barb. Rod.) Cogn, Martius & Eichler, 1906.[9]
- Capanemia angustilabia Schltr.
- Capanemia australis (Kraenzl.) Schltr.
- Capanemia lossiana L.Kollmann
- Capanemia perpusilla Schltr.
- Capanemia riograndensis Pabst
- Capanemia spathuliglossa Pabst
- Quekettia australis Kraenzl.
- Quekettia microscopica var. naboulettiana Hauman[10][11]